# Просроченный кредит
Просроченный (недействующий, неблагополучный) кредит (также: «токсичные активы») — кредит, по которому не выполняются условия первоначального кредитного соглашения.
Как правило это означает просрочку платежей по уплате кредитору процентов за пользование ссудными деньгами или задержки возврата основного долга.
В банковской среде измеряется показателем NPL (англ. Non-performing loan, дословно — «неработающая ссуда»), отражающим суммарную величину срочной и просроченной задолженности в кредитном портфеле (может подразделяться по срокам). По определению МВФ, к «неработающим» относятся ссуды, по которым выплата процентов и основного долга просрочена на 90 дней и более, или есть другие основания сомневаться в том, что выплаты будут осуществлены в полном объёме.
Большое количество просроченных кредитов может привести предприятие к банкротству.
При невозможности своевременной оплаты кредита имеет смысл прибегнуть к реструктуризации кредита — например, взять новый кредит, чтобы погасить кредит, который уже есть или увеличить срок погашения задолженности, чтобы уменьшить ежемесячные выплаты.